# Oederemia
Oederemia là một chi bướm đêm thuộc họ Noctuidae.